# HD28353
HD28353 — хімічно пекулярна зоря спектрального класу A5, що має видиму зоряну величину в смузі V приблизно  7,7.
Вона  розташована на відстані близько 469,3 світлових років від Сонця.